# Fulgor
Die Comicserie Fulgor, der Weltraumflieger des italienischen Zeichners Augusto Pedrazza wurde von September 1953 bis Juli 1954 vom Walter Lehning Verlag in Hannover herausgegeben. Es wurden 48 Hefte im Piccolo-Format schwarz-weiß mit farbigem Titelbild ausgeliefert. Der damalige Preis der Piccolos war DM 0,20. Der heutige Sammlerpreis liegt zwischen 24,00 und 750,00 Euro pro Stück in Zustand 1 (laut Comicpreiskatalog 2010)
Im Jahre 1953 wurde mit Akim und Fulgor von Augusto Pedrazza und vom Texter Roberto Renzi die ersten Piccolo-Comics in Deutschland veröffentlicht.

## Handlung
Fulgor macht nach der Entdeckung von fliegenden Untertassen Bekanntschaft mit Außerirdischen vom Planeten Mars. Die Minoris werden seine Freunde, die Majoris sind ihm feindlich gesinnt. Bei seinen schwierigen Missionen hilft ihm ein genialer Multifunktionsgürtel, der beim gleichzeitigen Drücken zweier Tasten auch einen Todesstrahl, den so genannten BETA-Strahl, aussenden kann.

## Nachdruck
In der Serie Nick – Pionier des Weltalls, den Bänden 86 bis 111, wurden die Abenteuer unter dem Titel Blitz – Abenteuer im Weltraum in den 1960er Jahren noch einmal vom Lehning-Verlag aufgelegt. Blitz ist die deutsche Übersetzung des lateinischen Fulgor.
Im Norbert Hethke Verlag wurde die Serie bisher dreimal nachgedruckt:
- 1978–1979 im Originalformat
- 1993 in fünf gebundenen Büchern, diese jedoch vierfarbig
- 1999 im Originalformat